# Adelshofen, Ansbach
Adelshofen là một đô thị ở huyện Ansbach bang Bayern nước Đức. Đô thị Adelshofen, Ansbach có diện tích 27,18 km², dân số thời điểm ngày 31 tháng 12 năm 2006 là 962 người.